# Daniell-element

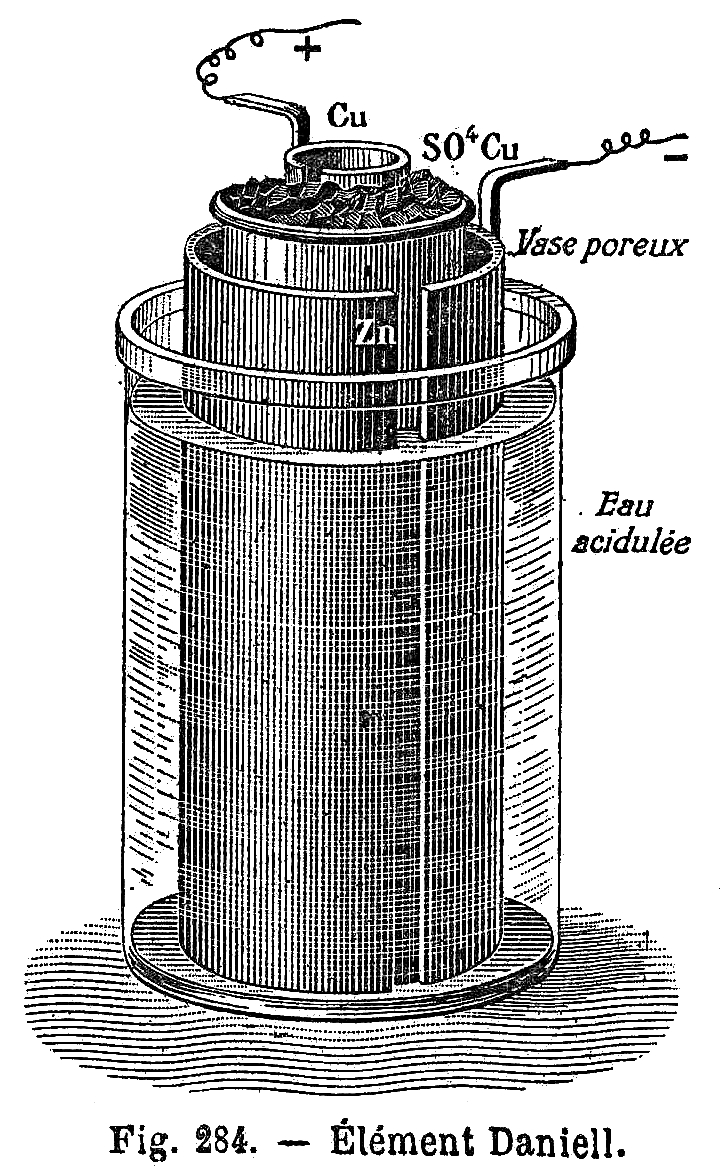
Element van Daniell

Het daniell-element (of de daniell-cel) is een galvanisch element (batterij) dat in 1836 is uitgevonden door de Britse scheikundige John Frederic Daniell. Ten opzichte van de zuil van Volta was dit element een grote verbetering. Het kon namelijk een veel hogere elektrische stroom leveren en hield het veel langer vol om die stroom te leveren.

## Poreuze pot

### Constructie
Het element dat Daniell ontwikkelde bestaat net als de zuil van Volta uit een anode van zink en een kathode van koper in een elektrolyt in de vorm van een verdunde zwavelzuuroplossing. De kathode maakt echter niet direct contact met de elektrolyt maar is opgenomen in een verzadigde oplossing van koper(II)sulfaat, de depolarisator. Een poreuze aardewerken pot, die alleen waterstofionen doorlaat, scheidt beide oplossingen van elkaar. De bronspanning van het element bedraagt ongeveer 1 à 1,1 volt.

### Werking
Zodra de stroomkring gesloten wordt zal het zink geoxideerd worden. Hierbij staat een zinkatoom twee elektronen af. De halfvergelijking aan de anode is:
{\displaystyle \mathrm {Zn\rightarrow Zn^{2+}(aq)+2e^{-}} }
Aan de andere elektrode wordt het koper(II)ion gereduceerd; het Cu2+-ion neemt twee elektronen op en slaat als een koperlaagje op de kathode neer.
{\displaystyle \mathrm {Cu^{2+}(aq)+2e^{-}\rightarrow Cu} }
De ontstane zinkionen zullen in het verdunde zwavelzuur de H3O+-ionen vervangen die door de poreuze pot diffunderen. Deze H3O+-ionen vervangen de omgezette Cu2+-ionen uit de koper(II)sulfaatoplossing.

### Toepassing
Het daniell-element werd op grote schaal toegepast in de beginjaren van de telegrafie in Europa en de Verenigde Staten. Door meerdere elementen achter elkaar in serie te schakelen kon men de uitgangsspanning verhogen en op die manier over steeds grotere afstanden berichten versturen.

## Gravitatie-element
De uitvoeringen met de poreuze pot hadden wel een nadeel, het gaf het element een hoge inwendige elektrische weerstand. In de jaren 1860 vond de Fransman Armand Callaud een variant van het daniell-element uit zonder poreuze pot.

### Constructie
Hij vulde een glazen pot met verzadigd koper(II)sulfaat met daarboven een oplossing van verdund zinksulfaat. Door het verschil in soortelijke massa blijft het lichtere zinksulfaat drijven op het zwaardere kopersulfaat en vermengen de vloeistoffen niet. De zinken anode was bevestigd aan de bovenkant van de pot terwijl de koperen kathode op de bodem ligt. Via een geïsoleerde draad wordt de elektrische aansluiting naar buiten gebracht. Op de bodem van de pot lagen onopgeloste kristallen kopersulfaat om de concentratie op peil te houden.

### Werking
Bij de anode vindt oxidatie plaats, ofwel het zink staat twee elektronen af en lost op als Zn2+(aq). De halfreactie aan de anode-zijde is:
{\displaystyle \mathrm {Zn\rightarrow Zn^{2+}(aq)+2e^{-}} }
Bij de kathode vindt reductie plaats, ofwel het koperion neemt twee elektronen op en slaat als koper neer. De halfreactie aan de kathode-zijde is:
{\displaystyle \mathrm {Cu^{2+}(aq)+2e^{-}\rightarrow Cu} }
Het overschot aan negatief geladen sulfaationen (SO42−) zal zich hierbij verplaatsen van de kopersulfaatoplossing (CuSO4-oplossing) naar de zinksulfaatoplossing (ZnSO4-oplossing), om het overschot aan positief geladen zinkionen te compenseren. De elektronen daarentegen zullen van de anode – via de uitwendige stroomkring – naar de kathode lopen.
Wanneer dit element niet belast wordt moet de zinken anode verwijderd worden omdat anders de koperionen zullen neerslaan op het zink, met vermogensverlies tot gevolg. Er is immers geen barrière meer aanwezig die de koperionen tegenhoudt. Later zou professor Heinrich Meidinger uit Karlsruhe het principe van Callaud gebruiken om een eigen ontwerp te maken dat eenvoudiger was in onderhoud.